# Список глав Минской области
После февральской революции в России 1917 года губернские правления и должности губернаторов (см. также Список глав Минской губернии) были ликвидированы, взамен которых вводились должности губернских комиссаров Временного правительства.
С образованием Минской области в 1938 году, исполнительную власть на её территории стал осуществлять председатель исполкома (официально — председатель областного исполнительного комитета областного Совета депутатов трудящихся), хотя фактически, бо́льшие полномочия были у секретаря областного комитета КП(б)Б (см. также Минский областной комитет КП Белоруссии).
После распада СССР председателя Минского областного исполнительного комитета (облисполкома) назначает президент Республики Беларусь, с согласия областного Совета депутатов. В настоящее время должность занимает Алексей Кушнаренко.
В данном списке пропущены руководители Минского округа в составе БССР с 1924 по 1932 год, так как в данный период административное образование с центром в Минске не занимало большую часть современной Минской области. 
| №   | Председатель облисполкома (годы жизни)    | Председатель облисполкома (годы жизни) | Дата вступления в должность | Дата ухода с должности | Партийность          | Примечание                                                                                               |
| --- | ----------------------------------------- | -------------------------------------- | --------------------------- | ---------------------- | -------------------- | --- |
| —   | Михаил Васильевич Кулагин (1900—1956)     |                                        | апрель 1938 года            | июль 1938 года         | КП(б)Б / ВКП(б)      | Председатель организационного комитета Президиума Верховного совета БССР по Минской области              |
| —   | Афанасий Фёдорович Ковалёв (1903—1993)    |                                        | июль 1938 года              | 25 января 1939 года    | КП(б)Б / ВКП(б)      | Председатель организационного комитета Президиума Верховного совета БССР по Минской области              |
| 1.  | Андрей Иванович Тёмкин (1902—1981)        |                                        | 25 января 1939 года         | январь 1941 года       | КП(б)Б / ВКП(б)      | в январе 1939—1940 годах — председатель оргкомитета Президиума Верховного совета БССР по Минской области |
| 2.  | Фёдор Пахомович Силяев (1907—1993)        |                                        | январь 1941 года            | 20 июля 1944 года      | КП(б)Б / ВКП(б)      | |
| 3.  | Роман Наумович Мачульский (1903—1990)     |                                        | 20 июля 1944 года           | 1948 год               | КП(б)Б / ВКП(б)      | |
| 4.  | Никита Иванович Паращенко (1906—1961)     |                                        | 1948 год                    | сентябрь 1952          | КП(б)Б / ВКП(б)      | |
| 5.  | Николай Порфирьевич Абраменко (1909—1968) |                                        | сентябрь 1952 года          | июль 1954 года         | КПБ / КПСС           | |
| 6.  | Фёдор Анисимович Сурганов (1911—1976)     |                                        | июль 1954 года              | октябрь 1955 года      | КПБ / КПСС           | |
| 7.  | Владимир Фёдорович Мицкевич (1920—1983)   |                                        | октябрь 1955 года           | апрель 1962 года       | КПБ / КПСС           | |
| 8.  | Дмитрий Васильевич Тябут (1914—1987)      |                                        | апрель 1962 года            | январь 1963 года       | КПБ / КПСС           | |
| 9.  | Андрей Егорович Раханов (1916—1997)       |                                        | январь 1963 года            | декабрь 1964 года      | КПБ / КПСС           | Председатель Минского областного сельского исполнительного комитета                                      |
| 9.  | Анатолий Юлианович Денисевич (1921—?)     |                                        | январь 1963 года            | декабрь 1964 года      | КПБ / КПСС           | Председатель Минского областного промышленного исполнительного комитета                                  |
| 10. | Дмитрий Васильевич Тябут (1914—1987)      |                                        | декабрь 1964 года           | 18 июня 1975 года      | КПБ / КПСС           | |
| 11. | Николай Андреевич Сухий (1922—2016)       |                                        | 18 июня 1975 года           | 1983 год               | КПБ / КПСС           | |
| 12. | Сергей Степанович Линг (род. 1937)        |                                        | 1982 год                    | 1986 год               | КПБ / КПСС           | |
| 13. | Альфонс Ильич Тишкевич (1938—2021)        |                                        | 1986 год                    | 1994 год               | КПБ / КПСС (до 1991) | |
| 14. | Пётр Петрович Петух (род. 1950)           |                                        | 1994 год                    | 2 декабря 1998 год     | беспартийный         | |
| 15. | Николай Фёдорович Домашкевич (1949—2024)  |                                        | 2 декабря 1998 год          | 7 июня 2007 год        | беспартийный         | |
| 16. | Леонид Фёдорович Крупец (род. 1956)       |                                        | 7 июня 2007 год             | 20 мая 2010 год        | беспартийный         | |
| 17. | Борис Васильевич Батура (род. 1947)       |                                        | 31 мая 2010 год             | 8 ноября 2013 года     | беспартийный         | |
| 18. | Семён Борисович Шапиро (род. 1961)        |                                        | 8 ноября 2013 года          | 24 мая 2017 года       | беспартийный         | |
| 19. | Анатолий Михайлович Исаченко (род. 1966)  |                                        | 4 июля 2017 года            | 3 декабря 2019 года    | беспартийный         | |
| 20. | Александр Генрихович Турчин (род. 1975)   |                                        | 3 декабря 2019 года         | 10 марта 2025          | беспартийный         | |
| 21. | Алексей Кушнаренко (род. 1975)            |                                        | 31 марта 2025 года          | в должности            | беспартийный         | |